# Alempois
Alempois (latinsky Alumbus) byl malý nezávislý vnitrozemský stát ve starém Estonsku, ohraničený Harjumaou, Järvamaou, Nurmekundem, Sakalou a Läänemaou. Měl rozhlohu přibližně 400 popluží.